# Никодим (Булаксис)
Епи́скоп Нико́дим (греч. Επίσκοπος Νικόδημος, в миру Нико́лаос Булакси́с, греч. Νικόλαος Μπουλαξής; 30 января 1960, деревня Энгарес, остров Наксос) — епископ Александрийской православной церкви, титулярный епископ Нитрийский.

## Биография
Родился 30 января 1960 года в деревне Энгарес на острове Наксос в Эгейском море в семье Иоанниса и Ирины Булаксисом.
В 14 лет он отправился в Иерусалим, где он окончил патриаршую Академию Святого Сиона.
В 17 лет был пострижен в монашество с именем Никодим и был рукоположен во диакона Гроба Господня Патриархом Иерусалимским Венедиктом. Служил при Патриахе Венедикте в течение трёх лет до его кончины. Затем служил при его преемнике Патриархе Диодоре как архидиакон, вплоть до своего рукоположения в а сан священника в 1982 году.
В 1984 году поступил на богословский факультет Афинского университета им Иоанна Каподистрии, который окончил в 1988 году.
В мае 1990 года уехал в США, где служил в течение четырёх лет.
В мае 1994 года прибыл в ЮАР, где становится приходским священником Йоханнесбургской митрополии в храме равноапостольных Константина и Елены.
В 1998 году по воле Патриарха Петра VII перешёл в Митрополию Доброй Надежды, где он служил Приходским священником в церкви святого Георгия, как генеральный архиерейский наместник до сентября 2000 года.
Вернувшись в Йоханнесбургскую и Преторийскую митрополию в 2000 году, он становится настоятелем митрополичьей церкви Пантанасса. В этом качестве он и пробыл до своей епископской хиротонии.
В 2010 году назначен главным секретарём Йоханнесбургской и Преторийской митрополии.
24 ноября 2015 года решением Священного Синода Александрийского Православной церкви был избран титулярным епископом Нитрийским.
27 марта 2016 года в Патриаршем и соборном храме Святого Саввы Освященного в Александрии был рукоположён в сан епископа Нитрийского. Хиротонию совершили: Патриарх Алексанрийский Феодор II, митрополит Леонтопольский Гавриил (Рафтопулос), митрополит Аркалохорийский Андрей (Нанакис) (Критская православная церковь), митрополиту Йоханнесбургский Дамаскин (Папандреу), митрополит Мемфисский Никодим (Приангелос), митрополит Пилусийский Нифон (Цаварис) и епископ Навкратийский Мелетий (Куманис).
В марте 2019 года он был назначен представителем Александрийского патриарха на Кипре.